# Dicranopalpus
Dicranopalpus – rodzaj kosarzy z podrzędu Eupnoi i rodziny Phalangiidae. Gatunkiem typowym jest Dicranopalpus gasteinensis.

## Występowanie
Przedstawiciele rodzaju zamieszkują głównie Europę. Pojedynczy gatunek został wykazany z Wenezueli.

## Systematyka
Opisano dotąd 13 gatunków kosarzy z tego rodzaju, z czego jeden kopalny:
- Dicranopalpus angolensis (Lawrence, 1951)
- Dicranopalpus bolivari (Dresco, 1949)
- Dicranopalpus brevipes I. Marcellino, 1974
- Dicranopalpus cantabricus Dresco, 1953
- Dicranopalpus dispar M. Rambla, 1967
- Dicranopalpus gasteinensis Doleschal, 1852
- Dicranopalpus insignipalpis (Simon, 1879)
- Dicranopalpus larvatus (Canestrini, 1874)
- Dicranopalpus martini (Simon, 1878)
- Dicranopalpus pyrenaeus Dresco, 1948
- Dicranopalpus pulchellus Rambla, 1960
- † Dicranopalpus ramiger (Koch & Berendt, 1854)
- Dicranopalpus ramosus (Simon, 1909)